# Лагунов Соломон Ісакович
Лагуно́в Соломо́н Ісакович (?, Бахмут, Катеринославська губернія — ?) — член Української Центральної Ради, до якої був обраний від Партії соціалістів-революціонерів..

## З життєпису
Російський есер, один із активістів катеринославської організації соціалістів-революціонерів. У 1902 р. притягувався до відповідальності по справі «Харківської революційної групи», однак звільнений згідно з маніфестом імператора від 11 серпня 1904 року. 4 грудня 1905 р. знову заарештований і засуджений на три роки. Покарання відбував у Ізюмській в'язниці.
Кандидат в депутати Київської міської думи на виборах 23 липня 1917 р.